# Luisa Larraga Cacho
María Luisa Larraga Cacho (Saragoça, 10 de dezembro de 1970) é uma atleta aragonesa especializada nas corridas de meio-fundo e fundo. Foi internacional com a seleção espanhola 31 vezes entre 1996 e 2006. Detém os Recordes de Aragão de 3000 metros, 5 000 metros, 10 000 metros, meia maratona e maratona. As suas equipas foram: CN Helios (1988-1992), New Balance AC (1994-1996), Adidas RT (1997-2003), Puma Chapín de Jerez (2004), At. Olímpo (2005-2008) e compete no Scorpio-71 desde 2009.
Entre as suas classificações destacam-se a vitória da maratona de Valência e a medalha de bronze por equipas no Campeonato Mundial de Meia Maratona em 1998 com a seleção espanhola.